# Чеймберс-стрит — Всемирный торговый центр / Парк-Плейс (Нью-Йоркское метро)
Чеймберс-стрит — Всемирный торговый центр / Парк-Плейс (англ. Chambers Street — World Trade Center / Park Place) — пересадочный узел Нью-Йоркского метро. Главные выходы идут к Черч-стрит, Визи-стрит и Чеймберс-стрит.
В пересадочный узел входят станции следующих линий:
- линия Бродвея и Седьмой авеню, Ай-ар-ти,
- линия Бродвея, Би-эм-ти,
- линия Восьмой авеню, Ай-эн-ди.

На станциях пересадочного узла останавливаются маршруты:
- 2, A, E (круглосуточно),
- 3, C, R (круглосуточно, кроме ночи),
- N (ночью),
- W (в будни днём и вечером до 23:00).

На 2019 год пересадочный узел занимает 9-е место по пассажиропотоку: 20 820 549 пассажиров в год.
После разрушения зданий Всемирного торгового центра 11 сентября 2001 года станции пересадочного узла были закрыты, так как обломки были и на территории выходов из метро. Станция Чеймберс-стрит была закрыта до 5 октября, станция Парк-Плейс была закрыта до 28 октября, а станция Всемирный торговый центр из-за её близости к ВТЦ была закрыта на более долгий срок, до 28 января 2002 года, и конечной станцией маршрута E стала Канал-стрит. Станция Кортландт-стрит, тогда ещё не входившая в пересадочный узел, находилась на реконструкции несколько лет.
Станция Кортландт-стрит была подключена к этому пересадочному узлу в декабре 2017 года. За год до этого, в декабре 2016 года, началось соединение пересадочного узла с новым транспортным комплексом, который спроектирован архитектором Сантьяго Калатравой и включает в себя станцию «Всемирный торговый центр» системы PATH. В декабре 2017 года было открыто ещё несколько входов из транспортного комплекса в пересадочный узел.
Рядом с пересадочным узлом расположены:
- Всемирный торговый центр
- Здание мэрии города Нью-Йорк
- Одно из зданий Почтовой службы США
- Церковь Троицы

В 1998 году по всему пересадочному узлу (кроме станции Кортландт-стрит) были установлены более 300 мозаик, изображающих глаза ньюйоркцев и составляющих вместе композицию Кристин Джонс и Эндрю Гинзеля «Окулус».

## Платформы линии Восьмой авеню, Ай-эн-ди
| Чеймберс-стрит |

|       |   |   |       |   |   |
| A · C | · | · | A · C | E | E |

|       |   |   |       |   |   |
| A · C | · | · | A · C | E | E |

| Всемирный торговый центр |

|   |   |   |   |
| E | · | · | E |

|   |   |   |   |
| E | · | · | E |

«Чеймберс-стрит — Всемирный торговый центр» (англ. Chambers Street–World Trade Center) — две станции Нью-Йоркского метрополитена, расположенные на двух ветках линии Восьмой авеню, Ай-эн-ди.  
- На станции «Чеймберс-стрит»  останавливаются маршруты A (круглосуточно) и C (круглосуточно, кроме ночи).
- На станции «Всемирный торговый центр»  останавливается маршрут E (круглосуточно). Станция является южной конечной для него. Оба пути заканчиваются тупиками: поезд приходит на любой из путей и отправляется обратно.

Обе станции открылись 10 сентября 1932 года, каждая из них имеет по островной платформе.
До продления линии в Бруклин в 1933 году двойная станция была южной конечной точкой линии. Сегодня две ветки, на которых расположены эти станции, к северу по-прежнему объединяются в четырёхпутную линию Восьмой авеню, а к югу продолжается только одна из них — та, в которую переходят экспресс-пути. Те же пути, которые заканчиваются на станции «ВТЦ», идут сбоку от станции «Чеймберс-стрит».
Эта пара станций — один из всего двух случаев во всём Нью-Йоркском метрополитене, когда две станции находятся на разных ветках одной линии и связаны между собой переходом. Другой такой парой являются две станции Канал-стрит на линии Бродвея.
Первоначально двойная станция была открыта под названием Chambers Street — Hudson Terminal, так как до 1960-х годов на этом месте был транспортный узел — Hudson Terminal, ныне станция World Trade Center, входящая в транспортную систему PATH, соединяющую Нижний Манхэттен со штатом Нью-Джерси. В 1960-х на этом месте стали возводить Всемирный торговый центр и транспортный узел убрали под него, а станцию переименовали в Chambers Street — World Trade Center.
- Станция Чеймберс-стрит
- Станция Чеймберс-стрит и проходящий мимо неё поезд маршрута E

## Платформа линии Бродвея и Седьмой авеню, Ай-ар-ти
|   |   |   |   |
| · | · | · | · |

|   |   |   |   |
| · | · | · | · |

«Парк-Плейс» (англ. Park Place) — станция Нью-Йоркского метрополитена, расположенная на линии Бродвея и Седьмой авеню, Ай-ар-ти.  На станции останавливаются маршруты 2 (круглосуточно) и 3 (круглосуточно, кроме ночи). Станция открылась 1 августа 1918 года и состоит из одной островной платформы.

## Платформы линии Бродвея, Би-эм-ти
|   |   |   |   |
| · | · | · | · |

|   |   |   |   |
| · | · | · | · |

«Кортландт-стрит» (англ. Cortlandt Street) — станция Нью-Йоркского метрополитена, расположенная на линии Бродвея, Би-эм-ти.  На станции останавливаются маршруты: N (ночью), R (круглосуточно, кроме ночи) и W (в будни днём и вечером до 23:00).
Станция находится в Нижнем Манхэттене, на Черч-стрит между Фултон-стрит и Кортланд-стрит. Она состоит из двух путей и двух боковых платформ. Название станции представлено как в виде мозаики на стенах, так и на стандартных чёрных табличках на колоннах. Эта станция обладает богатой историей.
Станция открылась 5 января 1918 года в составе второй очереди линии BMT Broadway Line. Станция была реконструирована в конце 1970-х годов. В ходе реставрации была заменена мозаика, система освещения платформ и оповещения пассажиров, отремонтированы лестницы и края платформ. Ещё один косметический ремонт станция претерпела в 1999 году.
Станции был причинён значительный ущерб во время крушения башен-близнецов в ходе террористических актов 11 сентября 2001 года. Станция была закрыта на ремонт. Ремонт включал в себя разбор завалов, восстановление жёсткости конструкции и восстановление путей, которые пострадали в ходе наводнений. Станция была открыта для пассажиров 15 сентября 2002 года.
Буквально через три года активной эксплуатации — 20 августа 2005 года — станцию снова закрыли. Открытие станции было назначено на весну 2006 года, после чего неоднократно переносилось. Платформы открывались поэтапно: сначала в эксплуатацию была сдана платформа на Мидтаун (северного направления — она открылась 25 ноября 2009 года), а вторая была открыта только спустя 1,5 года — 6 сентября 2011 года.
- Мозаика с названием станции
- Мозаика
- Объявление об открытии платформы на Бруклин
- Мемориальная доска
- Торжественное открытие западной платформы (6 сентября 2011 года)

## Соседние станции
| Условные обозначения |
| для дней и часов работы маршрутов (более точно указано во всплывающих подсказках при этих обозначениях): |
| --- |
| круглосуточно круглосуточно, кроме ночи круглосуточно, кроме будней днём (либо часов пик) в пиковом направлении в будни днём (и, возможно, вечером) в будни круглосуточно в часы пик в будни днём (либо в часы пик) в пиковом направлении в будни днём (либо в часы пик) в направлении, обратном пиковому в выходные ночью ночью и в выходные (и, возможно, вечером) нет движения поездов |

| Предыдущая станция     | ЛинияНазвание станции                                  | Следующая станция      |
| ---------------------- | ------------------------------------------------------ | ---------------------- |
| Чеймберс-стрит · (2 3) | линия Бродвея и Седьмой авеню, Ай-ар-ти Парк-Плейс     | Фултон-стрит · (2 3)   |
| Канал-стрит · (A C)    | линия Восьмой авеню, Ай-эн-ди Чеймберс-стрит           | Фултон-стрит · (A C)   |
| Канал-стрит · (E)      | линия Восьмой авеню, Ай-эн-ди Всемирный торговый центр | (конечная)             |
| Сити-холл · (N R W)    | линия Бродвея, Би-эм-ти Кортландт-стрит                | Ректор-стрит · (N R W) |